# ヴォランテ・ビジョン・コンセプト
Volante Vision Concept
- 用途：eVTOLパーソナルエアビークル
- 設計者：アストンマーティン
- 製造者：
- 運用状況：開発中

ヴォランテ・ビジョン・コンセプト（英語: Volante Vision Concept）は、イギリスのウォリックシャーに拠点を置くアストンマーティン社が発表した前方プロペラ4基、後方プロペア2基の計6基を搭載した電動垂直離着陸機(eVTOL)のコンセプト。

## 概要
2018年7月16日、アストンマーティンは、垂直離着陸機能を備えたラグジュアリーコンセプト航空機であるヴォランテ・ビジョン・コンセプトを発表。
アストンマーティンは、クランフィールド大学、ロールス・ロイス社およびクランフィールド・エアロスペース・ソリューションズとパートナーシップ締結した。ヴォランテ・ビジョンは、航空宇宙、電気推進、自律技術、およびアストンマーティンの最新の特徴的なデザインを活かし設計された。
ヴォランテ・ビジョンは、3人乗り (パイロット 1名、乗客 2名) に設計されており、内装は豪華な装飾が施されている。同機は、前方飛行用の固定翼とツインラダー、2段重ね配置の4つの傾斜フロントプロペラと、後方には垂直リフト専用に使用される2つの垂直に重ねられた大型プロペラが装備されている。動力源は低二酸化炭素排出量に重点を置いたハイブリッド電気で、巡航速度は402キロメートル毎時 (250 mph)、航続距離は805キロメートル (500 mi)。操縦経験に応じて段階的なレベルのパイロットインタラクションで自律的に飛行を可能とする。

## 仕様